# Дембовець (Свентокшиське воєводство)
Дембовець (пол. Dębowiec) — село в Польщі, у гміні Дзялошиці Піньчовського повіту Свентокшиського воєводства.
Населення — 26 осіб (2011).
У 1975-1998 роках село належало до Келецького воєводства.

## Демографія
Демографічна структура на день 31 березня 2011 року:
|          | Загалом | Допрацездатний вік | Працездатний вік | Постпрацездатний вік |
| -------- | ------- | ------------------ | ---------------- | -------------------- |
| Чоловіки | 15      | 2                  | 7                | 6                    |
| Жінки    | 11      | 2                  | 4                | 5                    |
| Разом    | 26      | 4                  | 11               | 11                   |